# リチャード・グロバム・ハウ (第3代準男爵)
第3代準男爵サー・リチャード・グロバム・ハウ（英語: Sir Richard Grobham Howe, 3rd Baronet、1651年ごろ – 1730年7月3日）は、ウィルトシャー出身の政治家。高教会派トーリー党員であり、4度の中断をはさみながら通算13会期で議員を務めた。

## 生涯
第2代準男爵サー・リチャード・グロバム・ハウと1人目の妻ルーシー（Lucy、旧姓シンジョン（St. John）、1658年3月29日埋葬、初代準男爵サー・ジョン・シンジョンの娘）の次男として、1651年ごろに生まれた。1667年7月13日、オックスフォード大学クライスト・チャーチに入学した。
1679年3月イングランド総選挙と1679年9月イングランド総選挙で家族の影響力が大きいヒンドン選挙区から出馬、無投票で当選した。議会では王位排除法案に賛成票を投じた。1680年までにグロスタシャーの治安判事に就任したが、1681年までに王位排除法案の反対派に転じ、1681年イングランド総選挙に出馬せず、議員を退任した。このときにアップルビー選挙区からの出馬打診があったが、これを辞退している。
1685年イングランド総選挙で父の許可を得て、初代ウェイマス子爵トマス・シンの支持を得た上でタムワース選挙区から出馬、当選を果たした。1689年イングランド総選挙でははじめウェイマス子爵の支持をもとに再選を目指したが、結局立候補を取り下げた。
1690年イングランド総選挙では自身の所有するチェッドワースの地所から約6マイル離れたサイレンセスター選挙区から出馬、1689年仮議会の議長ヘンリー・ポール（ホイッグ党所属）からの打診を受けて選挙協力に同意した。ハウはこのときまでにトーリー党所属になっていたが、従弟で知名度の高いジョン・グロバム・ハウ（ホイッグ党所属、叔父ジョン・グロバム・ハウの息子）も出馬したため、従弟を牽制する意味も兼ねてすぐにポールとの選挙協力を発表した。しかし、ポールが選挙協力を発表しなかったため、ジョン・グロバム・ハウの人気が先行し、ハウとポールが2議席目を争うという情勢になり、ハウはポールとの選挙戦を避けて撤退を表明した。これによりジョン・グロバム・ハウが当選確実と考えて有権者との約束を違えたため、ハウは再び選挙戦に挑むことを決意した。結果はハウ323票、ポール340票、ジョン・グロバム・ハウ409票だったものの、投票の様子は「（投票を）申し出た人物が全員無差別に受け入れられた」（all persons that offered themselves, promiscuously）と混乱しており、無効票が含まれたことは明らかだった。ジョン・グロバム・ハウの支持者は教区の援助金を受け取らず、サイレンセスターの「by-money」と呼ばれるチャリティー援助金を受け取った人物にも投票権があると主張したが、選管チャールズ・コックス（トーリー党所属）はこの主張を受け入れず、ハウとポールの当選を宣告した。その後、ジョン・グロバム・ハウが提出した選挙申し立ての結果、ポールの代わりにジョン・グロバム・ハウの当選が宣告された。1695年イングランド総選挙ではジョン・グロバム・ハウがトーリー党に転じていたため、ハウはジョン・グロバム・ハウと選挙協力をして、2人ともに再選した。1698年イングランド総選挙ではウィルトシャー選挙区で出馬しようとして選挙活動を行ったが、十分な支持を得られず、選挙戦から撤退した時点でサイレンセスターでの不出馬を表明した後だった。そのため、議席を得られず議員を退任した。議会ではトーリー党の一員として行動、1696年11月に第3代準男爵サー・ジョン・フェンウィックの私権剥奪に反対票を投じた。『英国議会史』によれば、この時期の議会ではジョン・グロバム・ハウが精力的に活動したため、発言記録などでは同姓の2人を区別しにくく、この状況が改善するのは1703年に準男爵位を継承した後のこととなる。
1701年1月イングランド総選挙で再びウィルトシャー選挙区から出馬、今度は当選を果たしたが、同年11月の総選挙でホイッグ党の第5代ウォートン男爵トマス・ウォートンの主導する反撃を受けて落選した。この短い議員期ではスペイン継承戦争に向けた「大借款」（Great Mortgage）に賛成した。アン女王が即位した後の1702年イングランド総選挙で三たびウィルトシャー選挙区から出馬して議席を取り戻し、以降1727年イギリス総選挙まで当選を繰り返した。1703年5月3日に父が死去すると、準男爵位を継承した。1702年以降の議会では常にトーリー党員として行動、1713年にフランスとの通商条約に賛成、1714年以降のホイッグ党政権に対しては常に野党の立場をとった。1720年代の文献にはジャコバイトとするものもあったが、その根拠は不明だったという。
1730年7月3日に死去、10日にグレート・ウィッシュフォードで埋葬された。子女がおらず、遺産はジョン・ハウ（後の初代チェッドワース男爵、従弟ジョン・グロバム・ハウの息子）が継承した。爵位は叔父ジョン・グロバム・ハウの息子スクロープの息子にあたる第2代ハウ子爵エマニュエル・スクロープ・ハウが継承した。

## 家族
1673年8月12日にウェストミンスター寺院でメアリー・シン（Mary Thynne、1655年ごろ – 1735年9月5日、初代準男爵サー・ヘンリー・フレデリック・シンの娘）と結婚したが、2人の間に子供はいなかった。